# Cauberg Cyclocross 2015
De 6e editie van de Cauberg Cyclocross werd gehouden op 18 oktober 2015 in Valkenburg. De wedstrijd maakte deel uit van de wereldbeker veldrijden 2015-2016. De Nederlander Lars van der Haar wist, net als in de vorige twee edities, de koers te winnen. Wout van Aert bleef de leider in het Wereldbeker-klassement.

## Mannen elite

### Uitslag
| Plaats  | Naam                   | Ploeg                         | Tijd     |
| ------- | ---------------------- | ----------------------------- | -------- |
| Winnaar | Lars van der Haar      | Giant-Alpecin                 | 1u05'58" |
| 2       | Wout van Aert          | Vastgoedservice-Golden Palace | + 24"    |
| 3       | Sven Nys               | Crelan-AA Drink               | + 34"    |
| 4       | Kevin Pauwels          | Sunweb-Napoleon Games         | + 59"    |
| 5       | Julien Taramarcaz      | ERA Real Estate-Murprotec     | + 1'40"  |
| 6       | Michael Vanthourenhout | Sunweb-Napoleon Games         | + 1'59"  |
| 7       | Corné van Kessel       | Telenet-Fidea                 | + 2'05"  |
| 8       | Clément Venturini      | Cofidis                       | + 2'06"  |
| 9       | Diether Sweeck         | ERA Real Estate-Murprotec     | + 2'13"  |
| 10      | Laurens Sweeck         | ERA Real Estate-Murprotec     | + 2'13"  |

| Pos. | Punten | Pos. | Punten |
| ---- | ------ | ---- | ------ |
| 1    | 200    | 27   | 33     |
| 2    | 160    | 28   | 32     |
| 3    | 140    | 29   | 31     |
| 4    | 120    | 30   | 30     |
| 5    | 110    | 31   | 29     |
| 6    | 100    | 32   | 28     |
| 7    | 90     | 33   | 27     |
| 8    | 80     | 34   | 26     |
| 9    | 70     | 35   | 25     |
| 10   | 60     | 36   | 24     |
| 11   | 58     | 37   | 23     |
| 12   | 56     | 38   | 22     |
| 13   | 54     | 39   | 21     |
| 14   | 52     | 40   | 20     |
| 15   | 50     | 41   | 19     |
| 16   | 48     | 42   | 18     |
| 17   | 46     | 43   | 17     |
| 18   | 44     | 44   | 16     |
| 19   | 42     | 45   | 15     |
| 20   | 40     | 46   | 14     |
| 21   | 39     | 47   | 13     |
| 22   | 38     | 48   | 12     |
| 23   | 37     | 49   | 11     |
| 24   | 36     | 50   | 10     |
| 25   | 35     | 51-  | 5      |
| 26   | 34     |      |        |

### Stand wereldbeker
Na 2 wedstrijden (Cross Vegas en Cauberg Cyclocross) was dit de stand voor de Wereldbeker:
| Plaats | Naam                   | Ploeg                         | Punten |
| ------ | ---------------------- | ----------------------------- | ------ |
| 1      | Wout van Aert          | Vastgoedservice-Golden Palace | 150    |
| 2      | Lars van der Haar      | Giant-Alpecin                 | 140    |
| 3      | Sven Nys               | Crelan-AA Drink               | 135    |
| 4      | Michael Vanthourenhout | Sunweb-Napoleon Games         | 115    |
| 5      | Kevin Pauwels          | Sunweb-Napoleon Games         | 115    |
| 6      | Julien Taramarcaz      | ERA Real Estate-Murprotec     | 95     |
| 7      | Corné van Kessel       | Telenet-Fidea                 | 92     |
| 8      | Laurens Sweeck         | ERA Real Estate-Murprotec     | 90     |
| 9      | Jens Adams             | Vastgoedservice-Golden Palace | 79     |
| 10     | Diether Sweeck         | ERA Real Estate-Murprotec     | 70     |

2011 · 
2012 · 
2013 (februari) · 
2013 (oktober) · 
2014 · 
2015 · 
2016 ·
WK 2018 (februari)
 Cross Vegas · 
 Cauberg Cyclocross · 
 Duinencross · 
 Citadelcross · 
 GP Eric De Vlaeminck · 
 Lignières-en-Berry Cyclo-cross · 
 GP Adrie van der Poel